# Eleccions legislatives gregues de 1956
Les eleccions legislatives gregues de 1956 se celebraren el 19 de febrer de 1956. Foren les primers eleccions gregues on les dones tenien dret a votar. Vencé la Unió Nacional Radical de Konstandinos Karamanlís, successora del Reagrupament Grec. L'oposició es presentà en la coalició Unió Liberal Democràtica, formada pel Partit Liberal, Esquerra Unida Democràtica i el Partit Socialista Democràtic de Grècia
| Resultats                                               | Resultats                         | Resultats                                                 | Vots      | Vots     | Vots | Escons | Escons |
| Resultats                                               | Resultats                         | Resultats                                                 | No.       | %        | +− % | No.    | +−     |
| ------------------------------------------------------- | --------------------------------- | --------------------------------------------------------- | --------- | -------- | ---- | ------ | ------ |
|                                                         | Unió Nacional Radical             | Konstandinos Karamanlís                                   | 1.620.007 | 48,15    |      | 144    |        |
|                                                         | Unió Democràtica Liberal          | Georgios Papandreu Sophoklis Venizelos Ioannis Passalidis | 1.594.112 | 47,38    |      | 142    |        |
|                                                         | Partit Progressista               | Spyros Markezinis                                         | 74.545    | 2,22     |      | 7      |        |
|                                                         | Partit Social Popular             |                                                           | 29,375    | 0.88     |      | 3      |        |
|                                                         | Partit de la Democràcia Cristiana |                                                           | 449       | 0.01     |      | -      |        |
|                                                         | Llistes d'Independents            |                                                           | 31,022    | 0.92     |      | 3      |        |
|                                                         | Altres                            |                                                           | 14,851    | 0.44     |      | 1      |        |
| Totals                                                  | Totals                            | Totals                                                    |           | 100.00   |      | 300    |        |
| Constituències                                          | Constituències                    | Constituències                                            |           | 55       |      | 300    |        |
| Vots vàlids                                             | Vots vàlids                       | Vots vàlids                                               | 3,364,361 |          |      |        |        |
| Vots Nuls                                               | Vots Nuls                         | Vots Nuls                                                 | 15.084    | (0,44%)  |      |        |        |
| Vots totals                                             | Vots totals                       | Vots totals                                               | 3.379.445 | (74,79%) |      |        |        |
| Electorat                                               | Electorat                         | Electorat                                                 | 4.507.907 |          |      |        |        |
| Població                                                | Població                          | Població                                                  | 7.395.219 |          |      |        |        |
| Fonts: Texts of Constitutional History, vol. 2, p. 835. |                                   |                                                           |           |          |      |        |        |